# Денеб
Денеб (α Cygni, Алфа от Лебед) е една от ярките звезди в нашата галактика. Като звезда с видима звездна величина малко над 1, тя се нарежда на 19-о място в списъка на най-ярките звезди в нощното небе.
Намира се в съзвездието Лебед. Съзвездието носи също и името Северен кръст заради своята форма. Денеб е на върха на кръста. Тя е и най-северната точка от Летния триъгълник – фигурата, която образуват Денеб, Вега и Алтаир. Тези три бели звезди имат подобни повърхностни температури и най-горещата от тях е Вега, с температура на повърхността 9500 K. Вега и Алтаир са наистина много ярки, но това се дължи на тяхната близост до нас – Вега е на 25 светлинни години, а Алтаир – на 16,8 светлинни години. Денеб обаче се намира на повече от 2500 светлинни години от нас и разположена на това разстояние, тя следва да има яркост, която е 200 000 пъти по-голяма от яркостта на Слънцето, за да се вижда като звезда с магнитуд 1.
Денеб е същински син свръхгигант с диаметър, изчислен от нейната температура и яркост на около 200 слънчеви диаметра. Ако се постави на мястото на Слънцето, нейните външни слоеве ще достигнат до орбитата на Земята. Въпреки че светлината ѝ видимо не се променя, в нейния спектър се наблюдават промени. Звездният вятър на звездата я кара да губи средно 8 ± 3×10−7 M☉ годишно, което е около 100 000 пъти повече от годишните загуби на Слънцето или еквивалентно на една земна маса на всеки 500 години.